# Tetsuo & Youth
Albums de Lupe Fiasco
Food & Liquor II: The Great American Rap Album Pt. 1
(2012) Pharaoh Height 2/30
(2015)
Singles
1. Deliver
Sortie : 10 novembre 2014

Tetsuo & Youth est le cinquième album studio de Lupe Fiasco, sorti le 20 janvier 2015.
L'album s'est classé 2e au Top R&B/Hip-Hop Albums et au Top Rap Albums, 5e Top Digital Albums et au 14e au Billboard 200.

## Liste des titres
| No  | Titre | Auteur | Contient un (des) sample(s) de         | Durée |
| --- | --- | --- | -------------------------------------- | ----- |
| 1.  | Summer | |                                        | 1:26  |
| 2.  | Mural (Produit par The Buchanans)                                                                                            | Wasalu Jaco, S. Johnson, Kyle Davidson, Devan Hampton, Alain Milon                                                                        | Chanson d'un jour d'hiver de Cortex    | 8:48  |
| 3.  | Blur My Hands (featuring Guy Sebastian – Produit par S1 et M-Phazes)                                                         | Jaco, Larry Griffin, Jr., Mark Landon |                                        | 5:27  |
| 4.  | Dots & Lines (Produit par Lupe Fiasco, DJ Simonsayz et JackLNDN)                                                             | Jaco, Simon Morel |                                        | 6:32  |
| 5.  | Fall | |                                        | 1:13  |
| 6.  | Prisoner 1 & 2 (featuring Ayesha Jaco – Produit par MoeZ'art)                                                                | Jaco, Maurice « MoeZ'art » Thomas | Orchestra Strings 08 d'Apple Inc.      | 8:36  |
| 7.  | Body of Work (featuring Troi et Terrace Martin – Produit par S1 et Vohn Beatz)                                               | Jaco, L. Griffin, Jr., J. Griffin |                                        | 5:53  |
| 8.  | Little Death (featuring Nikki Jean – Produit par S1 et Vohn Beatz)                                                           | Jaco, Nicholle Leary, L. Griffin, Jr., J. Griffin                                                                                         |                                        | 4:29  |
| 9.  | No Scratches (featuring Nikki Jean – Produit par DJ Simonsayz)                                                               | Jaco, Leary, Morel, Robert Kelly | You Remind Me of Something de R. Kelly | 4:22  |
| 10. | Winter | |                                        | 1:31  |
| 11. | Chopper (featuring Billy Blue, Buk of Psychodrama, Trouble, Trae tha Truth, Fam-Lay et Glasses Malone – Produit par DJ Dahi) | Jaco, Dacoury Natche, Adam Feeney, Pedritho Dorsonne, Jeffery Robinson, Mariel Orr, Frazier Thompson, Nathaniel Johnson, Charles Penniman |                                        | 9:32  |
| 12. | Deliver (Produit par MoeZ'art et Marcus Stephens)                                                                            | Jaco, Tyrone Griffin, M. Thomas, P. Jones                                                                                                 |                                        | 3:52  |
| 13. | Madonna (And Other Mothers in the Hood) (featuring Nikki Jean – Produit par DJ Dahi)                                         | Jaco, Natche, Leary |                                        | 4:43  |
| 14. | Adoration of the Magi (featuring Crystal Torres – Produit par DJ Dahi)                                                       | Jaco, Natche | Ellie Fox de GrandeMarshall            | 5:06  |
| 15. | They. Resurrect. Over. New. (featuring Ab-Soul et Troi – Produit par DJ Dahi et Blood Diamonds)                              | Jaco, Natche, Herbert Stevens, M. Tucker                                                                                                  |                                        | 5:38  |
| 16. | Spring | |                                        | 1:35  |